# Detonator (powieść Arthura C. Clarke’a i Michaela P. Kube-McDowella)
Detonator (tyt. oryg. The Trigger) – powieść science fiction z 1999 roku autorstwa Arthura C. Clarke’a i Michaela P. Kube-McDowella, będąca próbą zbadania społecznego wpływu zmian technologicznych na życie społeczności ludzkich.
Urządzenie, które detonuje każdy materiał wybuchowy na bazie azotanów w swoim pobliżu, zapewnia w ten sposób znakomitą ochronę przed większością znanych współczesnych broni konwencjonalnych, staje się jednocześnie motorem nieuniknionych socjologicznych zmian.